# Cooties
Pour plus de détails, voir Fiche technique et Distribution.
Cooties est un film de zombies américain réalisé par Jonathan Milott et Cary Murnion, sorti en 2014.

## Synopsis
À Fort Chicken, en Illinois, un lot de nuggets de poulet mal préparés contenant un virus mutant arrive à l'école primaire. Shelly, une élève, en mange un. Le même jour, Clint Hadson, écrivain en herbe, effectue un remplacement à l'école primaire, où il retrouve parmi l'équipe enseignante son ancien amour de lycée, Lucy McCormick. Celle-ci fréquente désormais Wade Johnson, l'enseignant d'éducation physique. Pendant le cours de Clint, un garçon du nom de Patriot est attaqué par une Shelly de plus en plus sauvage, et Clint se fait mordre par elle avant qu'elle prenne la fuite. Dink, l'ami de Patriot, rattrape Shelly pendant qu'elle tente de sortir de l'école. Shelly infecte Dink, qui répand à son tour le virus dans toute la cour de récréation en griffant la majorité des enfants. Contaminés rapidement, ceux-ci tuent plusieurs membres du personnel ainsi que le shérif. Plus tard, Clint, Lucy, Wade et les autres membres survivants du personnel, soit Doug, Tracy Lacey et Rebekkah Halverson, ainsi que Calvin, un élève non infecté, se barricadent dans la salle de musique. Wade remarque que Clint a été griffé par Shelly et le met en quarantaine. Après examen, Doug en conclut que Clint ne présente que des symptômes de grippe intestinale car le virus n'affecte pas les adultes de la même manière que les enfants.

## Fiche technique
- Réalisation : Jonathan Milott et Cary Murnion
- Scénario : Leigh Whannell et Ian Brennan
- Photographie : Lyle Vincent
- Montage : Brett W. Bachman
- Musique : Kreng
- Sociétés de production : SpectreVision et Glacier Films
- Pays d'origine :  États-Unis
- Langue : anglais
- Genres : film de zombies, comédie horrifique
- Durée : 88 minutes
- Dates de sortie :
  - États-Unis : 18 janvier 2014 (festival du film de Sundance) ; 18 septembre 2015 (sortie nationale)

## Distribution
- Elijah Wood (VF : Alexandre Gillet) : Clint Hadson
- Alison Pill (VFB : Séverine Cayron) : Lucy McCormick
- Rainn Wilson (VFB : Sébastien Hébrant) : Wade Johnson
- Jack McBrayer : Tracy Lacey
- Leigh Whannell (VFB : Damien Gillard) : Doug
- Nasim Pedrad : Rebekkah Halverson
- Ian Brennan : Simms
- Jorge Garcia : Rick
- Cooper Roth : Patriot
- Armani Jackson : Calvin
- Morgan Lily : Tamra
- Sunny May Allison : Shelly
- Miles Elliot : Dink
- Peter Kwong : Hatachi
- Kate Flannery : Charman Hadson
- Mark Christopher Lawrence : M. Pederson
- Matt L. Jones : le shérif Dave

## Production
Après la première mondiale du film au festival du film de Sundance, Lionsgate acquiert ses droits de distribution et une nouvelle fin est tournée pour la sortie en salles du film.

## Accueil

### Box-office
Sorti dans seulement 29 salles de cinéma aux États-Unis, le film rapporte environ 60 000 $ dans ce pays. Il sort aussi au cinéma dans quelques autres pays, comme la Russie, le Pérou et la Thaïlande, pour des recettes mondiales évaluées à environ 581 000 $.

### Accueil critique
Le film recueille 44 % de critiques favorables, avec un score moyen de 5,3⁄10 et sur la base de 41 critiques collectées, sur le site Rotten Tomatoes. Sur le site Metacritic, il obtient un score de 49⁄100, sur la base de 21 critiques collectées.
Jim Vorel, du magazine Paste, le classe à la 38e place de sa liste des 50 meilleurs films de zombies, évoquant « une comédie inégale, mais qui aboutit à une conclusion assez satisfaisante ».